# Emancypowane

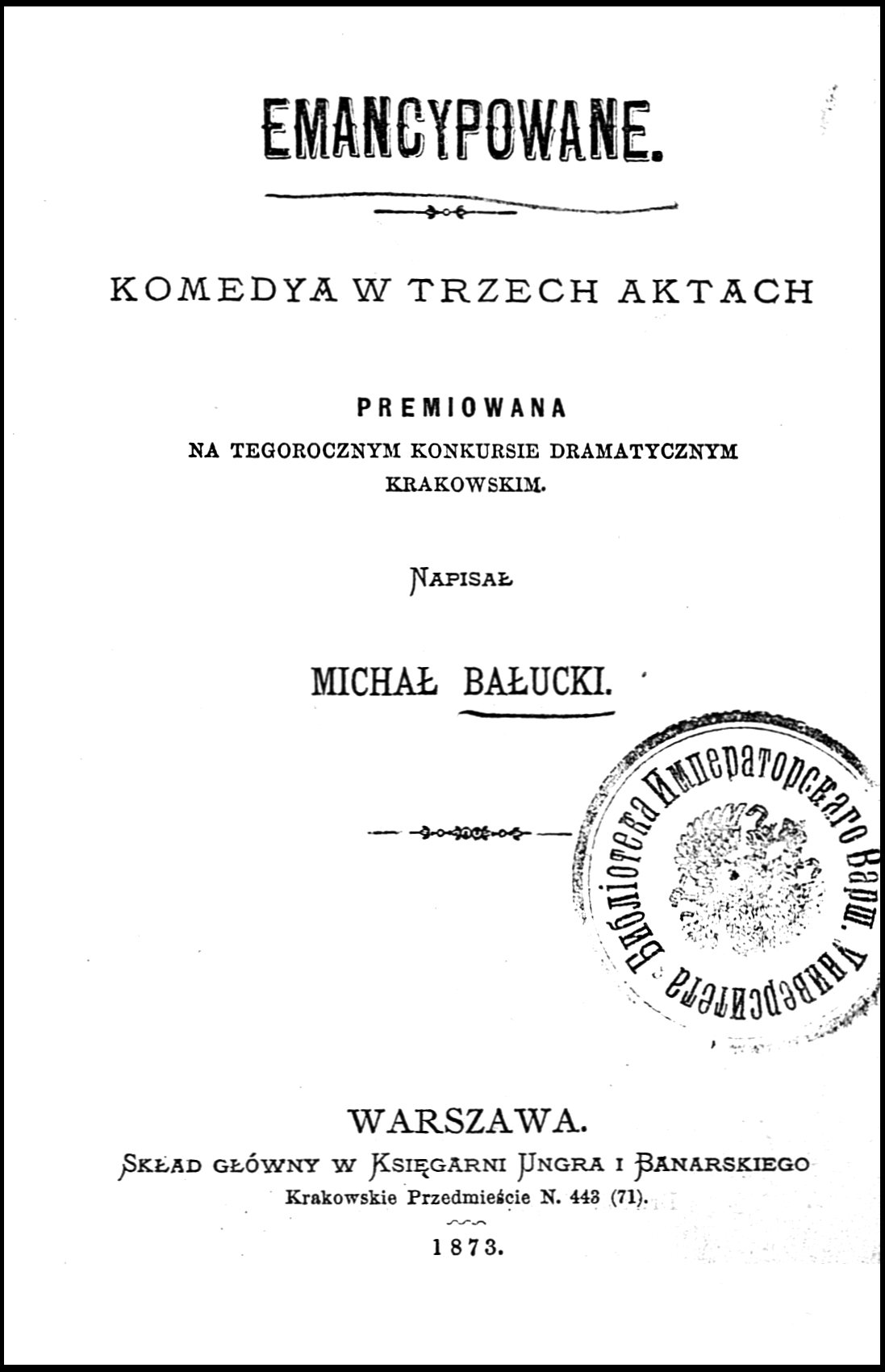
Emancypowane (1873)

Emancypowane – komedia Michała Bałuckiego w trzech aktach ogłoszona w 1873 r.

## Treść
Utwór stanowi satyrę na zjawisko emancypacji kobiet. Pani Adelajda Frazesowiczowa jest bardzo zaangażowana w emancypację i nieustannie mówi o prawach należnych kobietom i wyzwoleniu z tyranii mężczyzn. Jej czyny jednak dowodzą, że jest kobietą próżną i zazdrosną, uosabiającą wszystkie kobiece wady. Nie jest zadowolona, gdy jej córka Stasia zakochuje się w ubogim profesorze Emilu, który ma jedynie 1200 zł pensji. Wolałaby wydać córkę, za starego i zamożnego kawalera, który jednak - jak się okazuje - jest w sekretnym związku z aktorką. Pod wpływem poglądów Adelajdy jest również jej siostrzenica Jadwiga, która  zapowiedziała narzeczonemu, że wyjdzie do niego dopiero, gdy pozwoli jej wyjechać na studia do Zurichu, a także służąca Rózia, która nasłuchawszy się wykładów swojej pani postanawia robić karierę w teatrze. 